# Lasiopelta orientalis
Lasiopelta orientalis är en tvåvingeart som beskrevs av Malloch 1928. Lasiopelta orientalis ingår i släktet Lasiopelta och familjen husflugor. Inga underarter finns listade i Catalogue of Life.